# Risk of Rain
 je platformer video igra koja sadrži metroidvenijske i rougeličke elemente, napravljena od strane tima od dva studenta iz Univerziteta u Vašingtonu pod imenom Hopoo Games. Igra, koja je prvo bila projekat, je finansirana kroz Kickstarter kampanju da bi se unapredila, i posle je Chucklefish izdao za  u novembru 2013. godine.
Igrač kontroliše preživelog iz svemirskog teretnog broda na čudnoj planeti. Kako igrač napreduje kroz nasumično izabrane nivoe, on pokušava da preživi tako što ubija monstrume i sakuplja predmete koji mogu da pojačaju njegove ofanzivne i defanzivne sposobnosti. U igri se nalazi skala težine koja se povećava kako vreme prolazi. Otkrivanjem raznih skrivenih lokacija, igrač može da otkrije artifakte koji mogu da izmene način igranja. Video igra podržava do deset igrača preko mreže i do dva igrača lokalno.
Nastavak je Risk of Rain 2.

## Iskustvo pri igranju
Na početku igre, igrač bira između dvanaest karaktera. Na početku je samo jedan karakter dostupan, Komandos. Kako igrač završava ciljeve u igri, tako otključava više karaktera. Svaki karakter razne statistike i posebne pokrete; na primer, snajper ima sposobnost da pogodi stvorenja sa velikih distanca za veliku, prodornu štetu ali je brzina pucanja niska, dok komandos pravi umerenu štetu na blizini.
Na svim sem poslednjeg nivoa, cilj je da se nadje teleporter koji je na nasumičnoj lokaciji. Dok ga igrač traži, on se susreće sa stvorenjima koje na samrti ispuštaju novac u igri i daju igraču iskustvo. Igrač sakupljanjem iskustva povećava svoj nivo karaktera. Novac može da se koristi za otvaranje raznih kovčega, kupovinom predmeta u prodavnicama, aktiviranjem dronova i moleći se na altarima koji imaju nasumičnu šansu da daju predmete. Postoji preko 110 predmeta u igri, koje imaju različite prednosti. Igrači mogu da imaju samo jedan aktivan predmet u datom trenutku, ali mogu da sakupljaju koliko god pasivnih predmeta. Mesto ovih predmeta je nasumično izabrano.
Kada igrači pronađu teleporter i aktiviraju ga započe će tajmer od 90 sekundi na "Drizzle" i "Rainstorm" težini a 120 sekundi na "Monsoon" težini gde igrači treba da prežive do kraja isteka tajmera. Za to vreme mnogo više stvorenja, kao i jedno Bos stvorenje, će se stvoriti. Posle isteka tajmera prestaće stvaranje novih stvorenja ali igrač mora da porazi preostala stvorenja pre nego što mogu da aktiviraju teleporter. Kada se teleporter aktivira sav preostali novac koji igrači poseduju se pretvara u iskustvo. Na predposlenjdjem nivou igrači dobijaju opciju da aktiviraju teleporter za poslednji nivo ili da aktiviraju teleporter koji pokreće pređene nivoe na većoj težini, čime igrači dobijaju više iskustva i predmeta. Ako igrači izaberu drugu opciju teleporteri na narednim nivoima će ih predstaviti sa istom odlukom. Na poslednjem nivou igrač treba da pobedi poslednjeg Bosa, ako prežive uspevaju da pobegnu sa planete i pređu igru.
Težina igre se određuje prema dužini igranja. Svakih 5 minuta igrica se otežava do dodatnih 10 nivoa sa svežim stvorenjima sa više života i snažnijim napadima. Bos stvorenja mogu da se stvore i pre nalaženja teleportera na većim težinma. Ako ima samo jedan igrač, igra se prekida kada taj igrač umre. Ako ima više igrača igra se nastavlja dok svi igrači ne umru. Ako preostali igrač prežive i aktiviraju teleporter mrtvi igrači će se vratiti u igru.
Pojavljivanje predmeta je zasnovano na raznim dostignućima koje je igrač ostvario u ponovljenim igranjima.

## Razvoj
je napravljen od strane 2 studenta, Dankana Dramonda i Pola Morsa sa Univerziteta u Vašingtonu. Uzeli su inspiraciju od njihovih omiljenih igara i spojili su razlicite aspekte i jedno pakovanje, fokusirajući se na rouglike i platformer žanrima. Takođe su hteli da naprave igru sa rastućom težinom davajući igračima osećaj hitnosti i teranje na teške odluke. Risk of Rain je napravljen koristeći GameMakerStudio alatku. Naslov Risk of Rain je bio izabran tako da bih bio lakši za naći na internetu.
Video igra je prezentovana u osmo-bitno dvo-dimenzionalnoj grafici. Ovakva grafika im je omogućila da razviju duhove za nove neprijatelje, ali im je i omogućila da naprave osećaj razmere velikih boseva u poređenju sa igračem

## Izlazak
U februaru 2015. godine, Hopoo Games se udružio sa IndieBox, pretplatni servis koji mesečno isporučuje kutije, da ponude fizičku kopiju video igre

## Nastavak
U maju 2017. godine, Hopoo Games su najavili da su radili na nastavku Risk of Rain 2 u proteklih 6 meseci. Video igra je održala osnovne osobine prve igre, ali je prešla iz 2D u 3D. Igra je podržana od strane Gearbox Publishing.

## Spoljašnje veze
- Zvanični sajt Архивирано на веб-сајту  (21. мај 2020)